# حسين بن علي الجعفي
أبو عبد الله الحسين بن علي الجعفي بن الوليد الكوفي إمام قدوة وحافظ مقرئ، أحد رواة الحديث النبوي.

## طلبه للعلم
قرأ القرآن الكريم على حمزة الزيات وأتقنه، وأخذ الحروف عن أبي عمرو بن العلاء، وعن أبي بكر بن عياش. سمع من الأعمش، وجعفر بن برقان، ومجمع بن يحيى الأنصاري، وفضيل بن مرزوق، وعبد الرحمن بن يزيد بن جابر، وسفيان الثوري، وزائدة وطائفة سواهم، وصحب الفضيل بن عياض وغيره. حدث عنه: سفيان بن عيينة وهو من شيوخه، وأحمد بن حنبل، وإسحاق بن راهويه، وإسحاق بن منصور الكوسج، ويحيى بن معين، وأحمد بن سليمان الرهاوي، وأبو إسحاق الجوزجاني، وأبو كريب، ومحمد بن رافع، وأحمد بن الفرات، وأحمد بن عمر الوكيعي، وعبد بن حميد، وهارون بن عبد الله الحمال، وعباس الدوري، ومحمد بن عاصم الثقفي وخلق كثير.

## مكانته العلمية
قال أحمد بن حنبل : «ما رأيت أفضل من حسين الجعفي يريد بالفضل التقوى والتأله هذا عرف المتقدمين». قال يحيى بن معين وغيره: «هو ثقة». قال قتيبة: «قيل لسفيان بن عيينة قدم حسين الجعفي، فوثب قائما، وقال قدم أفضل رجل يكون قط ». قال موسى بن داود: «كنت عند ابن عيينة، فجاء حسين الجعفي فقام سفيان فقبل يده». قال يحيى بن يحيى التميمي عالم خراسان: إن كان بقي من الأبدال أحد، فحسين الجعفي، وذكر اثنين }}. قال محمد بن رافع: «حدثنا الحسين الجعفي وكان راهب أهل الكوفة». روى أبو هشام الرفاعي عن الكسائي قال: «قال لي هارون الرشيد من أقرأ الناس، قلت حسين الجعفي». قال حميد بن الربيع: «رأى حسين الجعفي كأن القيامة قد قامت، وكأن مناديا ينادي ليقم العلماء، فيدخلوا الجنة، قال فقاموا وقمت معهم، فقيل لي اجلس لست منهم، أنت لا تحدث، قال فلم يزل بعد يحدث بعد أن كان لا يحدث حتى كتبنا عنه أكثر من عشرة آلاف حديث».
قال أحمد بن عبد الله العجلي: «حسين الجعفي ثقة، كان يقرئ القرآن، رأس فيه، وكان رجلا صالحا، لم أر رجلا قط أفضل منه، قد روى عنه سفيان بن عيينة حديثين، ولم نره إلا مقعدا، ويقال إنه لم ينحر، ولم يطأ أنثى قط، قلت هذا كما يقال فلان لا نكح ولا ذبح، قال وكان جميلا لباسا يخضب وخضابه إلى الصفرة، وخلف ثلاثة عشر دينارا، وكان من أروى الناس عن زائدة بن قدامة، كان زائدة يختلف إليه إلى منزله يحدثه، وكان سفيان الثوري إذا رآه، عانقه، وقال هذا راهب جعفي». قال الذهبي: «تصدر للإقراء، تلا عليه أيوب بن المتوكل وغيره، وحديثه في كتب الإسلام الستة، وفي مسند أحمد، ويقع لنا حديثه عاليا في مسند عبد وفي أجزاء عدة».

## وفاته
توفي في شهر ذي القعدة سنة 203 هـ الموافق 819. وله بضع وثمانون سنة.